# 印度—斯洛伐克關係
印斯關係是指印度與斯洛伐克之間的的國家關係。兩國於1921年於捷克斯洛伐克駐孟買領事館建立關係 。於1993年捷克斯洛伐克解體後，兩國的關係依然保持。
斯洛伐克在新德里設有大使館。它還在孟買、加爾各答和班加羅爾有名譽領事。印度在布拉迪斯拉發設有大使館。兩國沒有任何雙邊問題，而且在國際論壇上合作良好。

## 交流和貿易關係
前捷克斯洛伐克是印度在中歐最大的貿易夥伴之一。根據1993年與斯洛伐克簽署的貿易協定，1994年5月成立了經濟和商業合作聯合委員會（ISJEC）。INJEC第九屆會議已於2017年4月在布拉迪斯拉發舉行，迄今已舉行9次會議。2009年至2012年印度對斯洛伐克出口的主要項目包括紡織品和服裝配件、鞋類、無機化學品、紗線及相關產品、塑料和藥品。從斯洛伐克進口的主要產品包括鋼鐵產品、道路車輛、工業機械及其零部件、有機化學品和醫藥產品（抗體）等。
此外，兩國還在1996年簽署了科技合作協議，舉辨了聯合研究，科學家交流等。在文化方面，印度駐斯大使館在布拉迪斯拉發舉行了國際瑜伽日的活動。另外，也聯合起多家駐斯大使館舉行了亞洲周末的活動。